# Санта-Ана (річка)

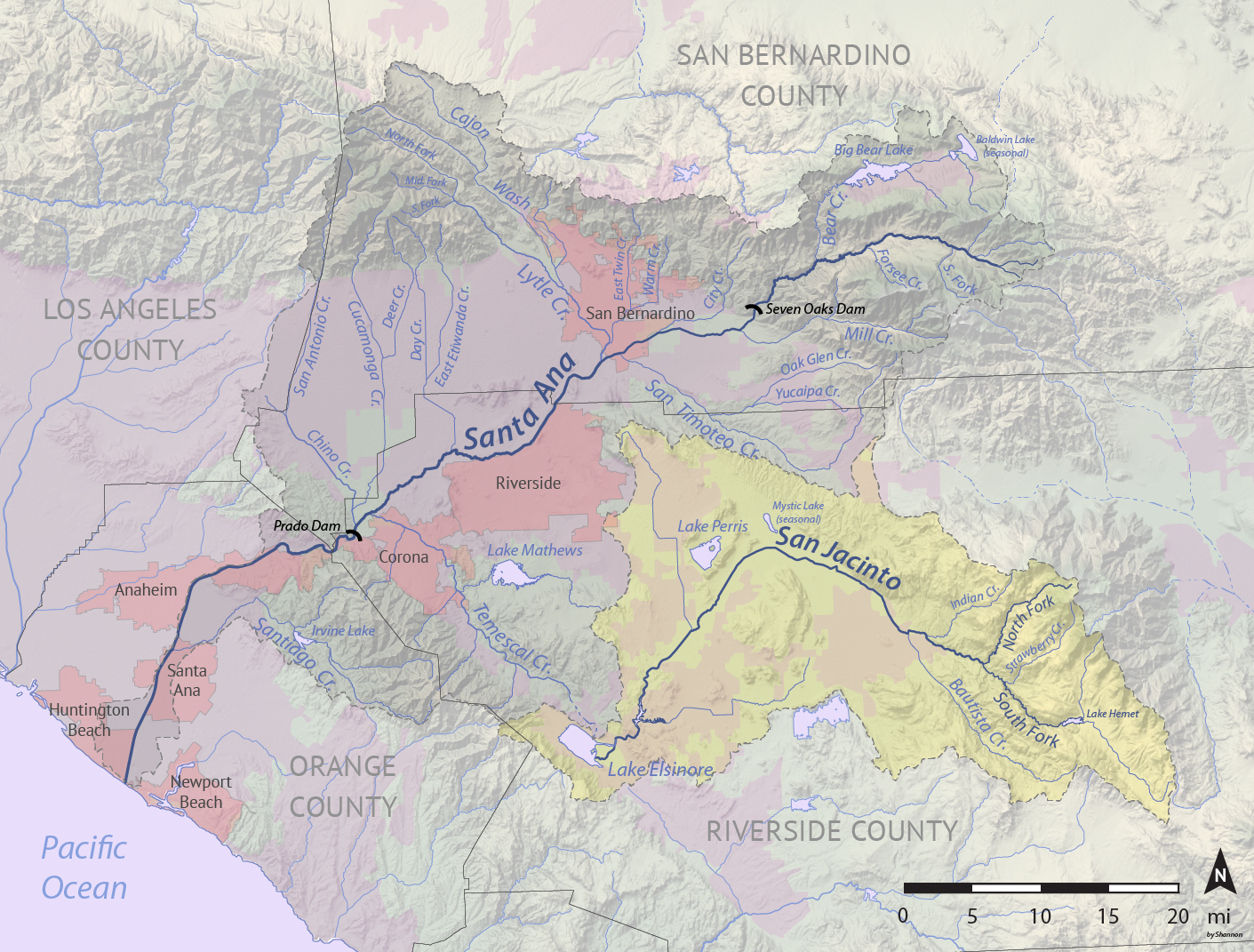
Сточище Санта-Ани

Санта-Ана (ісп. «Свята Ганна») — річка на півдні штату Каліфорнія у межах метрополії Лос-Анджелесу. 154 км довжиною й площу сточища у 6900 кв.км.
Має істок у горах Сан-Бернардіно протікає крізь гори Санта-Ана й має устя у Тихий океан. У верхів'ях на правій притоці-струмку Бер-Крик озеро Біг-Бер-Лейк (озеро Великого ведмедя). Має дві важливі дамби: Севен-Оакс-Дам та Прадо-Дам.
Протікає у межах округів: Сан-Бернардіно, Ріверсайд, Лос-Анджелес, Орандж.
Міста над Санта-Аною: Редлендс, Ріверсайд, Корона, Анагайм, Санта-Ана.
Сточище Санта-Ани:
- Бер-Крик (права)
- Милл-Крик (ліва)
- Ситі-Крик (права)
- Сан-Тимотео-Крик (ліва)
- Литл-Крик (права) — над річкою місто Сан-Бернардіно
  - Ворм-Крик (ліва)
  - Кайон-Крик (ліва)
- Дей-Крик (права) — над річкою місто Ранчо-Кукамонга
- Кукамонга-Крик (права)
  - Дір-Крик (права)
- Тімескал-Крик (ліва)
  - Сан-Хасінто — над річкою місто Хемет
    - Солт-Крик (ліва)
- Чино-Крик (права)
  - Сан-Антоніо-Крик (ліва) — над річкою місто Помона
- Сантіяго-Крик (ліва)

| Річка | Це незавершена стаття про річку. Ви можете допомогти проєкту, виправивши або дописавши її. |